# Heiliges Grabestor

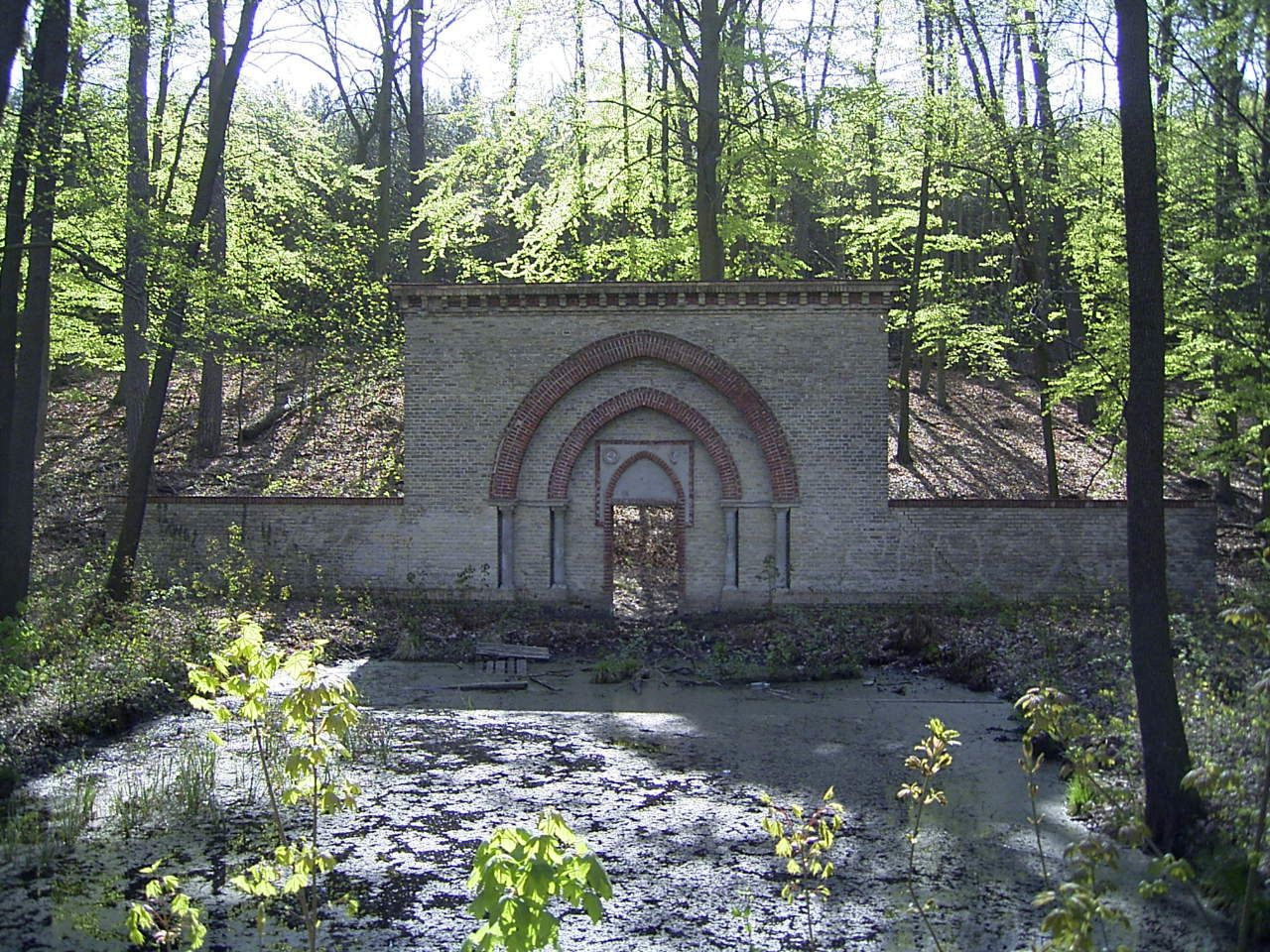
Die Schauwand mit Tor an der sogenannten Marienquelle; 2005

Das Heilige Grabestor, besser bekannt unter dem Namen Marienquelle (nach dem Vorbild des Mariengrabes im Kidrontal in Jerusalem), ist eine Quellfassung an der Templiner Straße nahe dem Ortseingang zu Caputh, bei Templin, im zur Stadt Potsdam gehörenden Waldgebiet Forst Potsdam Süd. Sie ist in die brandenburgische Denkmalliste eingetragen.

## Geschichte
Im Jahr 1852 wurde der Baumeister August Stüler durch König Friedrich Wilhelm IV. beauftragt, eine Wildtränke nach dem Vorbild des Mariengrabes im Kidrontal (in Jerusalem) zu errichten. Mit diesem Bauwerk wollte der König seiner Jerusalembegeisterung Ausdruck verleihen. An die in einer kleinen Senke gelegene Marienquelle wurde daraufhin bis 1855 ein Tor (oder auch sogenanntes Portal) in einer frühgotischen Schauwand oder genauer zwei auf Säulen ruhende flache Spitzbögen in einem dreifach eingefassten (Spitzbogen-)Eingang mit einer Rechteckrahmung – wahrscheinlich hauptsächlich aus örtlich hergestellten Ziegeln (siehe auch Ziegeleimuseum Glindow) – errichtet.